# Hugo Goodair de Lacerda Castelo Branco
Hugo Goodair de Lacerda Castelo Branco (* 2. Juli 1836 in Lapa (Lissabon), Portugal) war ein portugiesischer Offizier und Kolonialverwalter.

## Leben
Branco wurde im Lissaboner Stadtteil Lapa als Sohn von Francisco Maria de Figueiredo de Lacerda Castelo Branco und Amélia Goodair geboren und war damit Enkel von Nicolau Xavier de Figueiredo Melo de Bulhões Lemos Castelo-Branco, 1. Baron von Beduído. Hugo war mit Maria Guilhermina Salomé de Carvalho verheiratet.
Am 30. August 1873 trat Branco erstmals sein Amt als Gouverneur von Portugiesisch-Timor an. Am 7. November 1876 wurde er von Joaquim António da Silva Ferrão abgelöst, doch unsicheren Quellen zufolge starb dieser 1878 und wurde zeitweise von José Alves da Costa ersetzt, bis Branco nach Timor zurückkehrte und den Posten am 3. Juli erneut übernahm.
1878 kam es zum Krieg von Laleia, in dem Manuel dos Remédios, der Liurai von Laleia gegen den portugiesischen Gouverneur und die katholische Mission rebellierte. Er endete erst 1880, als Remédios sich Brancos Nachfolger Augusto César Cardoso de Carvalho stellte. Remédios warf Missionaren vor, den Krieg ausgelöst zu haben. Der Liurai wurde schließlich aus Mangel von Beweisen freigesprochen und als Herrscher von Laleia rehabilitiert.
1879 wurde unter Branco und dem Visador António Joaquim de Medeiros die Missionsschule von Lahane modernisiert. Sie verfügte nun über Wohngebäude, ein Missionsarchiv und die erste Bücherei auf Timor. Im August wurde die neue Kirche von Dili eingeweiht. Ihre Vorgängerin war 1866 bei einem Feuer niedergebrannt, das auch große Teile der Stadt zerstört hatte.
Am 1. September 1880 endete Brancos zweite Dienstzeit auf Timor. Er war aus gesundheitlichen Gründen und resignierend wegen des nicht endenden Krieges gegen Laleia zurückgetreten. Zudem kritisierte ihn Joaquim José da Graça, der vorgesetzte Gouverneur von Macau erheblich für die Kriegsführung.
1894 ging Branco im Range eines Generals in den Ruhestand und starb noch vor der Jahrhundertwende.